# Markus-Röhling-Stolln

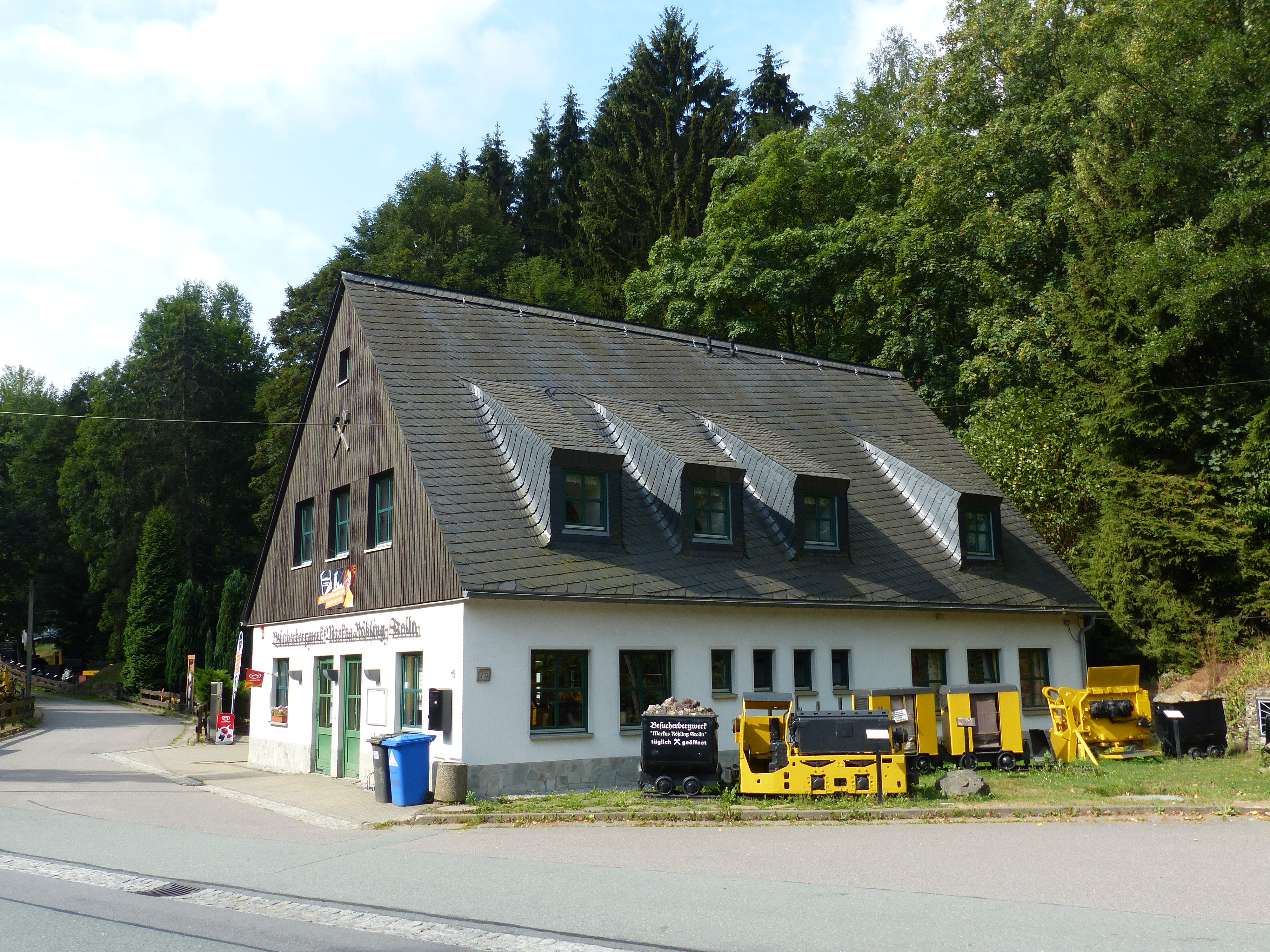
Eingangsgebäude des Besucherbergwerks

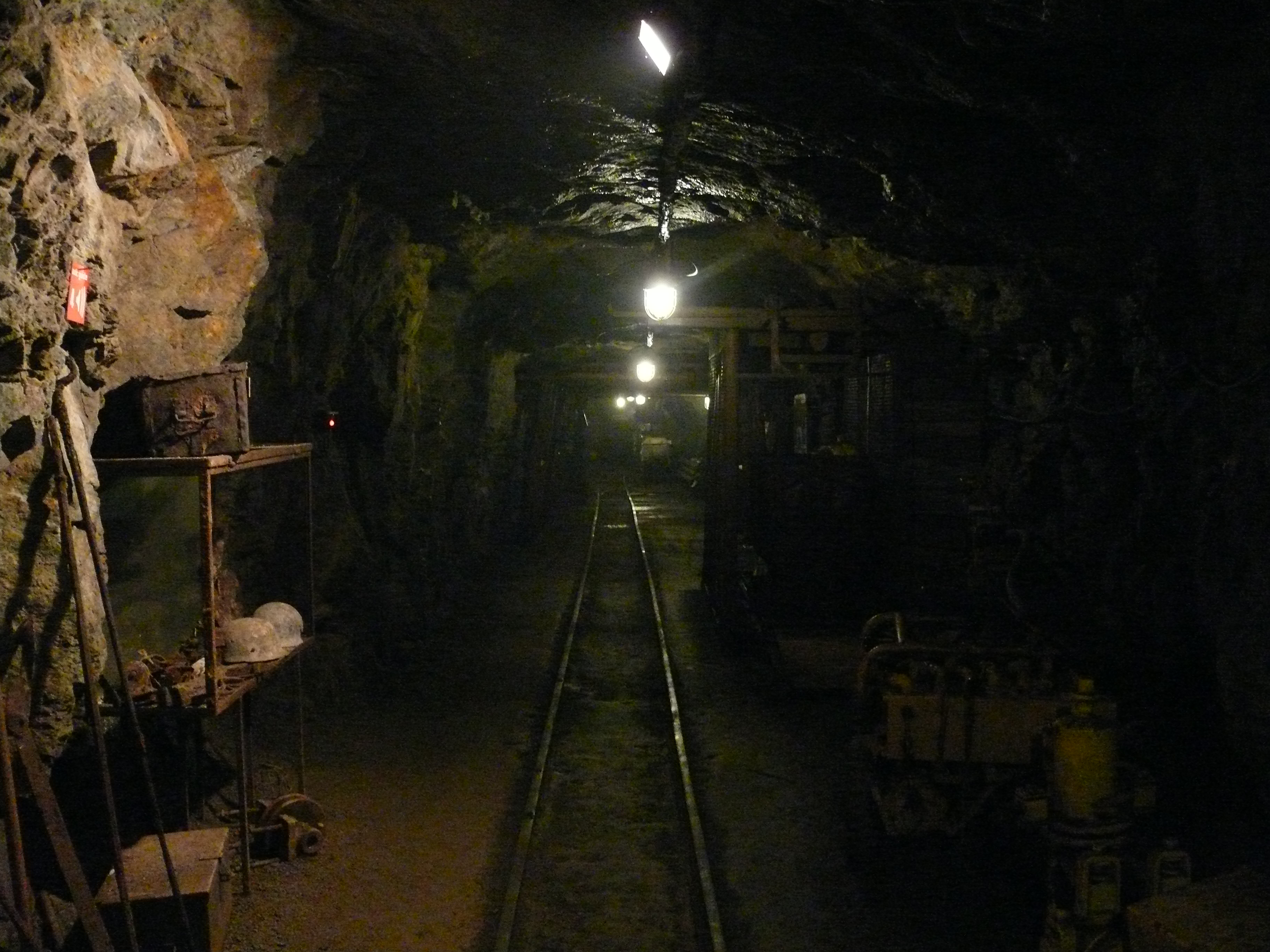
Eingangsbereich des Stollensystems

Der Markus-Röhling-Stolln ist einer der tiefen Stolln im Annaberger Bergrevier. Sein Mundloch befindet sich bei 480,9 m ü. NN an der Sehma im Ortsteil Frohnau.
Er wurde im 16. Jahrhundert zur Entwässerung der Bergwerke am Schreckenberg mit dem Namen St.-Anna-Stolln angelegt. 1727 wurde er nach dem Bergamtsverwalter Markus Röhling, dem Sohn von Hans Röhling benannt. Heute sind Teile des Stollensystems als Besucherbergwerk zugänglich.

## Geschichte
Die Geschichte des Stollens geht zurück bis ins 16. Jahrhundert. In der Zeit von 1733 bis 1857 wurden große Mengen Silber und Kobalterz abgebaut. Besonders ergiebig war der 1733 angeschlagene Erstneuglück Flachegang, wodurch die Produktion von Silber und Kobalt bis 1770 anstieg und bis 1805 anhielt. Nach einer Phase schlechterer Fördermengen konnten von 1820 bis 1833 abermals große Mengen Silber und Kobalt abgebaut werden. Ab 1840 wurde es immer schwieriger, neue Silbervorkommen zu erschließen, die Grube konnte allerdings noch profitabel Kobalt fördern. 1850 geriet das Bergwerk mit der Aufhebung des 1659 geschlossenen Kobaltkontrakts der Blaufarbenwerke Schneebergs, welcher den Mitgliedsbergwerken ein Vorrecht beim Verkauf ihres Kobalts gestattete, in wirtschaftliche Schwierigkeiten. Deshalb wurde die Grube 1857 aufgelöst und geschlossen. Nach Ende des Zweiten Weltkriegs suchte die Wismut 1946 im gesamten Erzgebirge nach Uran, so auch im Markus-Röhling-Stolln. Dabei wurde auch der historische Altbergbau wiederentdeckt.

## Besucherbergwerk
Seit 1992 sind Teile des Stollensystems als Besucherbergwerk zugänglich. Eine Grubenbahn führt auf einer Strecke von 600 Metern zu verschiedenen Ausstellungsobjekten. Im historischen Teil wurde ein Wasserrad mit einem Durchmesser von neun Metern nachgebaut, das Original diente zum Abpumpen von Grundwasser der tieferen Ebenen, wofür Wasser eines Bachlaufs umgeleitet wurde. Ein ehemaliger Maschinenraum steht für Veranstaltungen, z. B. diverse Feierlichkeiten, zur Verfügung.
Während der Coronapandemie wurde 2021 innerhalb von 20 Monaten ein neuer Rundgang angelegt. Damit muss nicht mehr der gleiche Hin- und Rückweg bei einer Führung genommen werden. Es musste ein neuer Gang aufgefahren und bestehende Gänge verbreitert werden, das Projekt kostete 1,5 Millionen Euro.

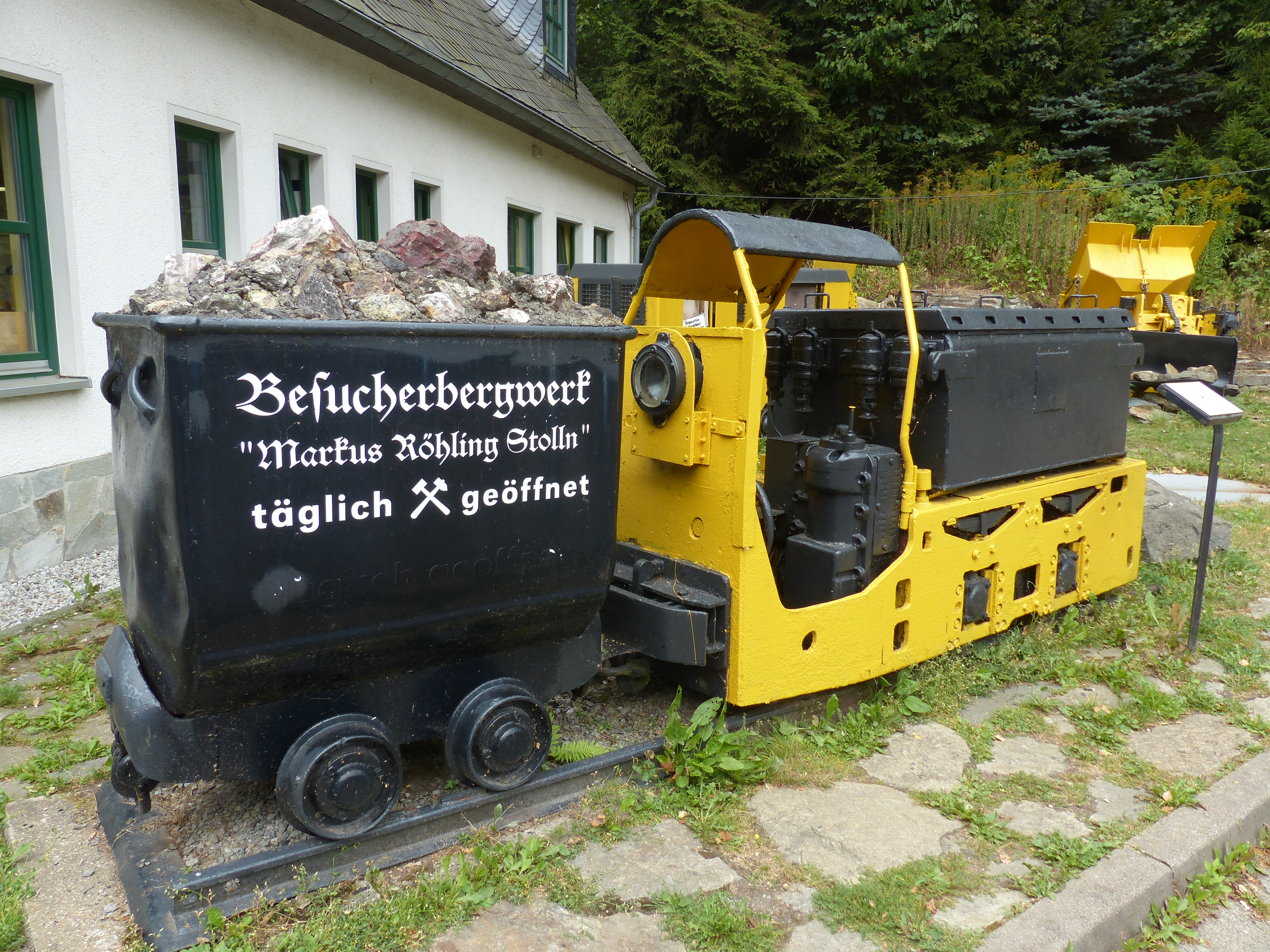
Besucherinformation
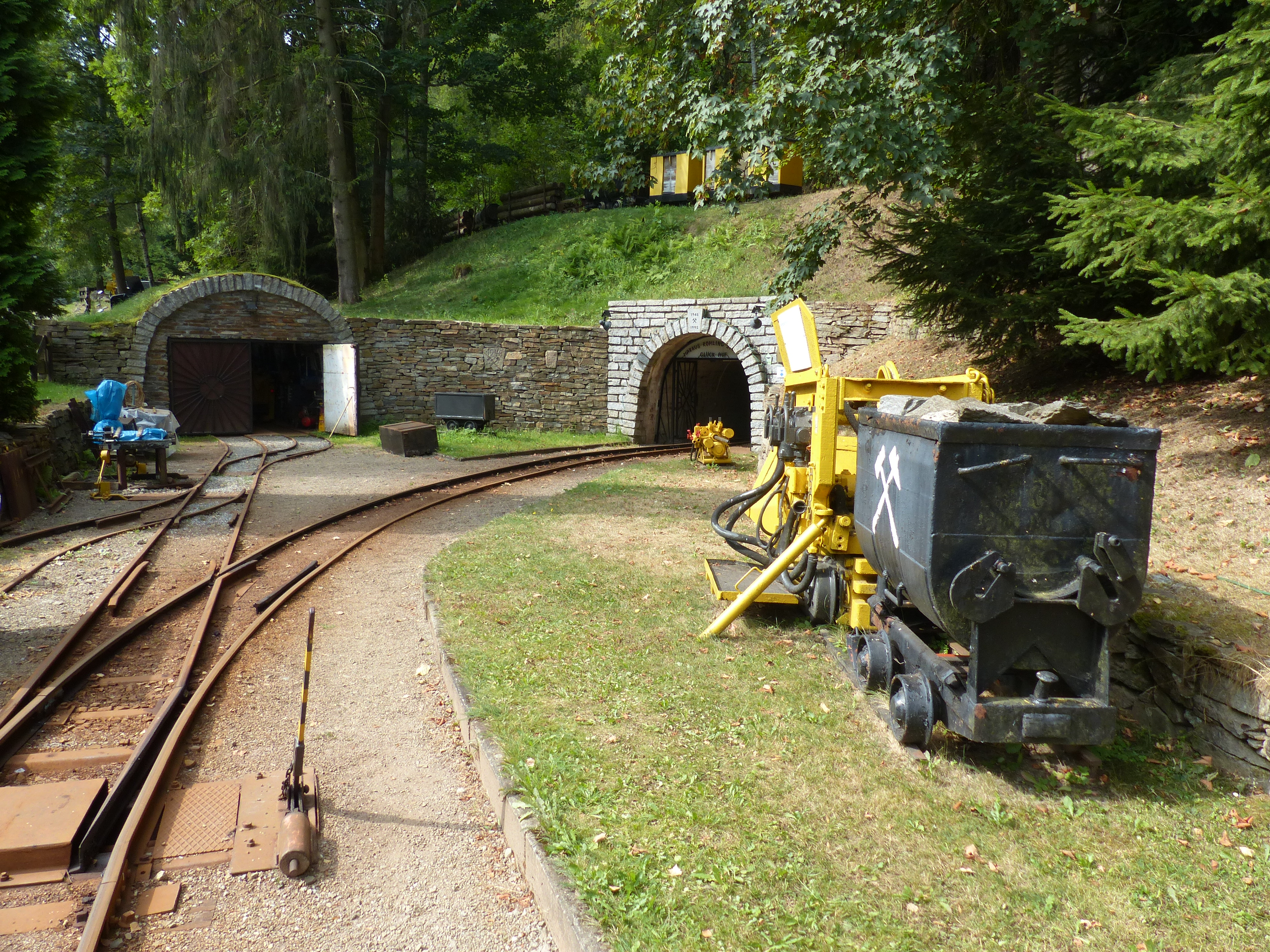
Stollenmundloch

- Besucherinformation
- Stollenmundloch